# Mainakaderi
Mainakaderi (en népalais : मैनाकडेरी) est un comité de développement villageois du Népal situé dans le district de Saptari. Au recensement de 2011, il comptait 3 206 habitants.